# 慶應仲通り

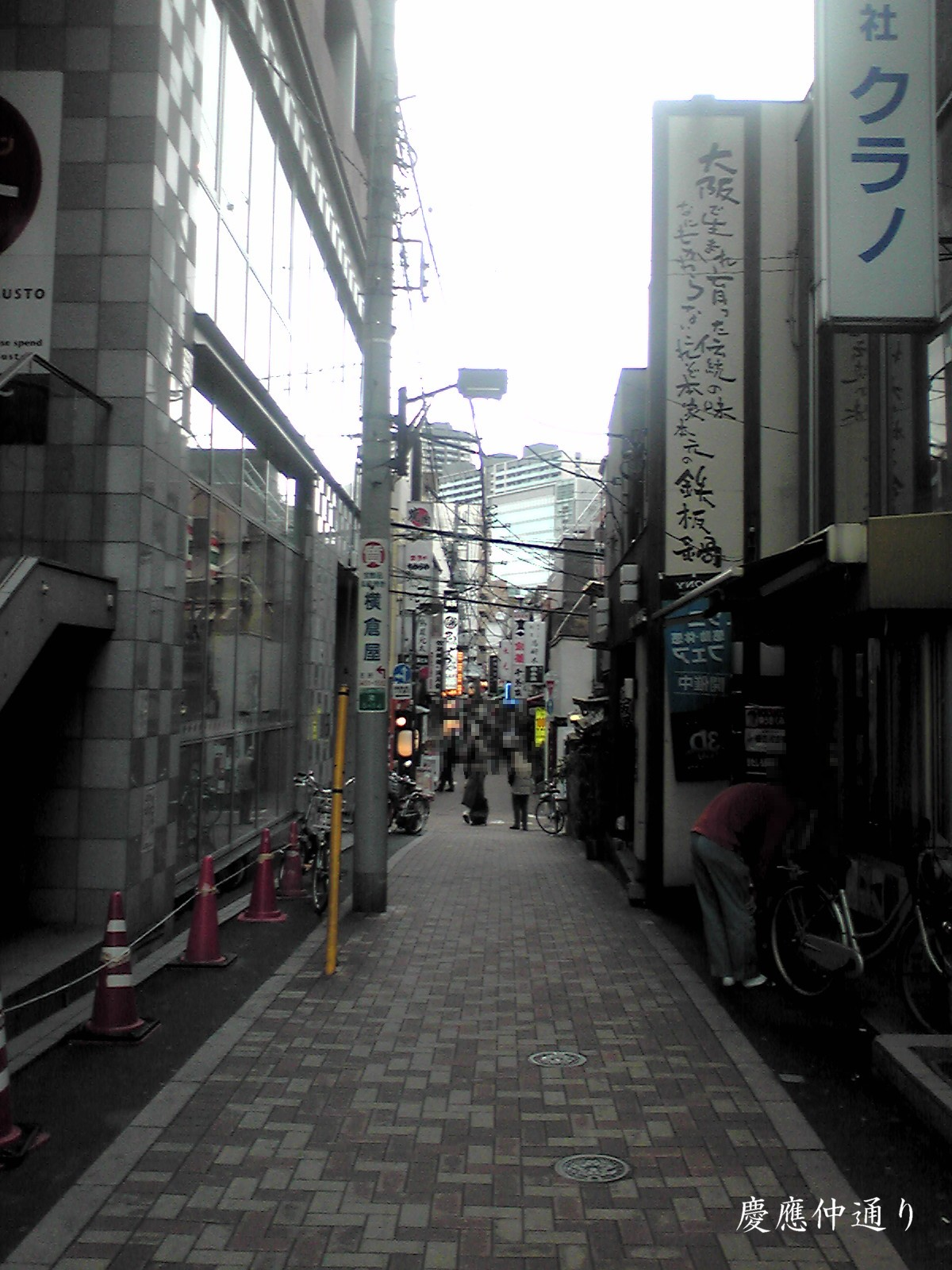
慶應仲通り
（三田通りより望む）

慶應仲通り（けいおうなかどおり、略称けいなか）とは東京都港区芝五丁目に存在する飲食街である。JR田町駅前と三田通りを繋ぐ道幅3メートル強の細い路地に様々な商店が並ぶ。居酒屋、ラーメン屋などが主であり、学生やビジネスマンで昼夜ともに賑わう。

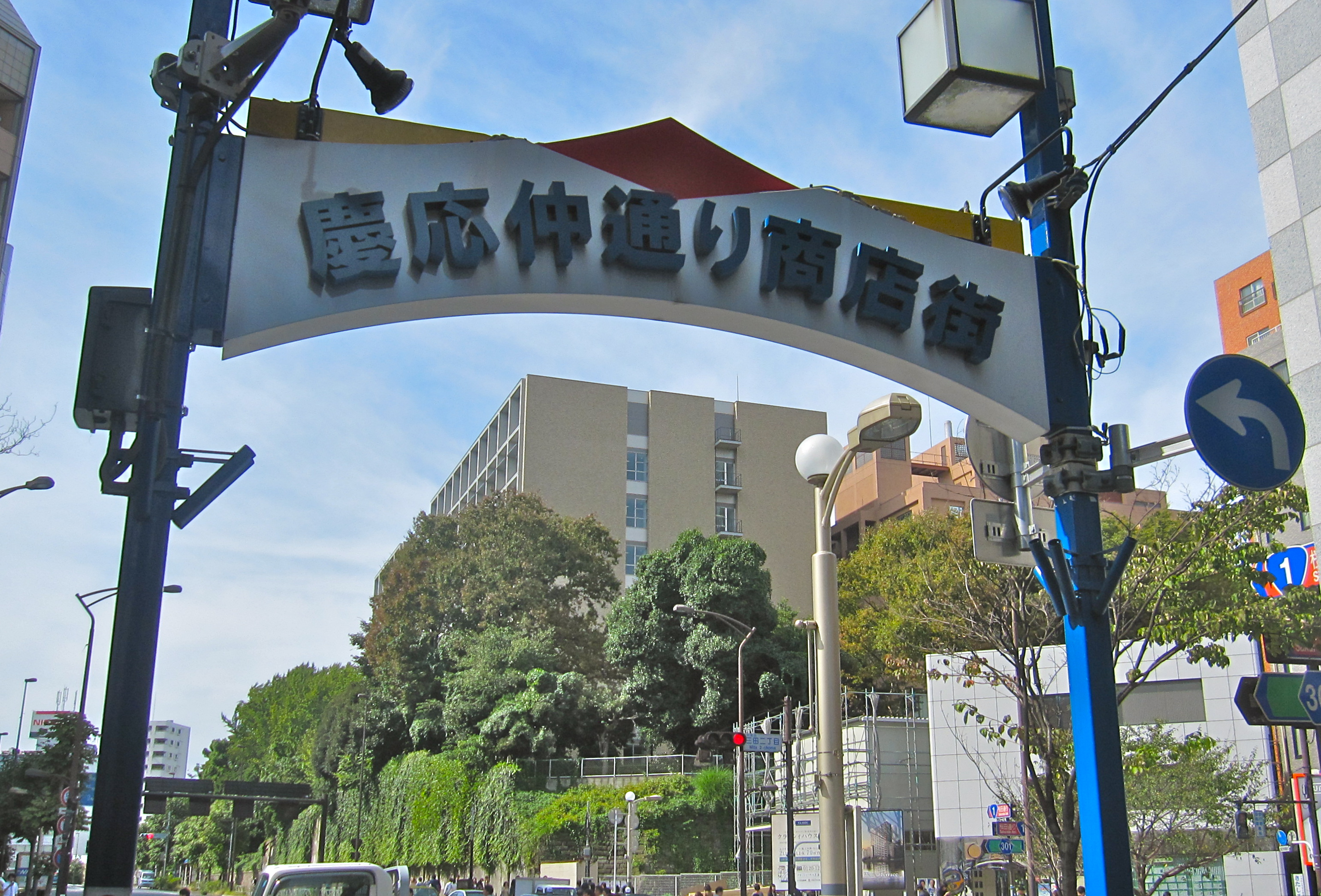
仲通西側から慶應義塾大学を望む

## 概要
その名称の通り、歴史的に本来慶應義塾大学関係者を顧客ターゲットとした店が主であった。1970年代は学生向けにコピー機を生業とする店舗もあった。慶應義塾大学のキャンパス分散化に伴う関係者数の減少や三田通りに面したオフィスビルへの勤務者数の増加に伴って多様な顧客対象の店が増えている。
田町駅前から慶應義塾大学方面に向かう近道として利用されており、商店街もそのことを看板に謳っている。地形的には三田二丁目から芝五丁目にかけて東西に道が走り、田町に出る地点で東南に曲がっている。
三田通りがら入って直ぐの十字路に「茶の木稲荷」が祭ってある。御祭神は稲荷大神で、食物衣服を司る、家内安全、農業、工業、商業の繁昌、諸技藝の上達、交通旅行の安全等に御利益があるとされる。田町側の付近に、赤穂浪士の切腹の地である「水野監物邸跡の史跡」がある。
慶応仲通り商店会は、昭和51年慶應仲通り商店街の美化と振興発展を目的に｢慶應通り振興会｣として発足し、イベントの企画・運営、商店街の広報活動を行っている。

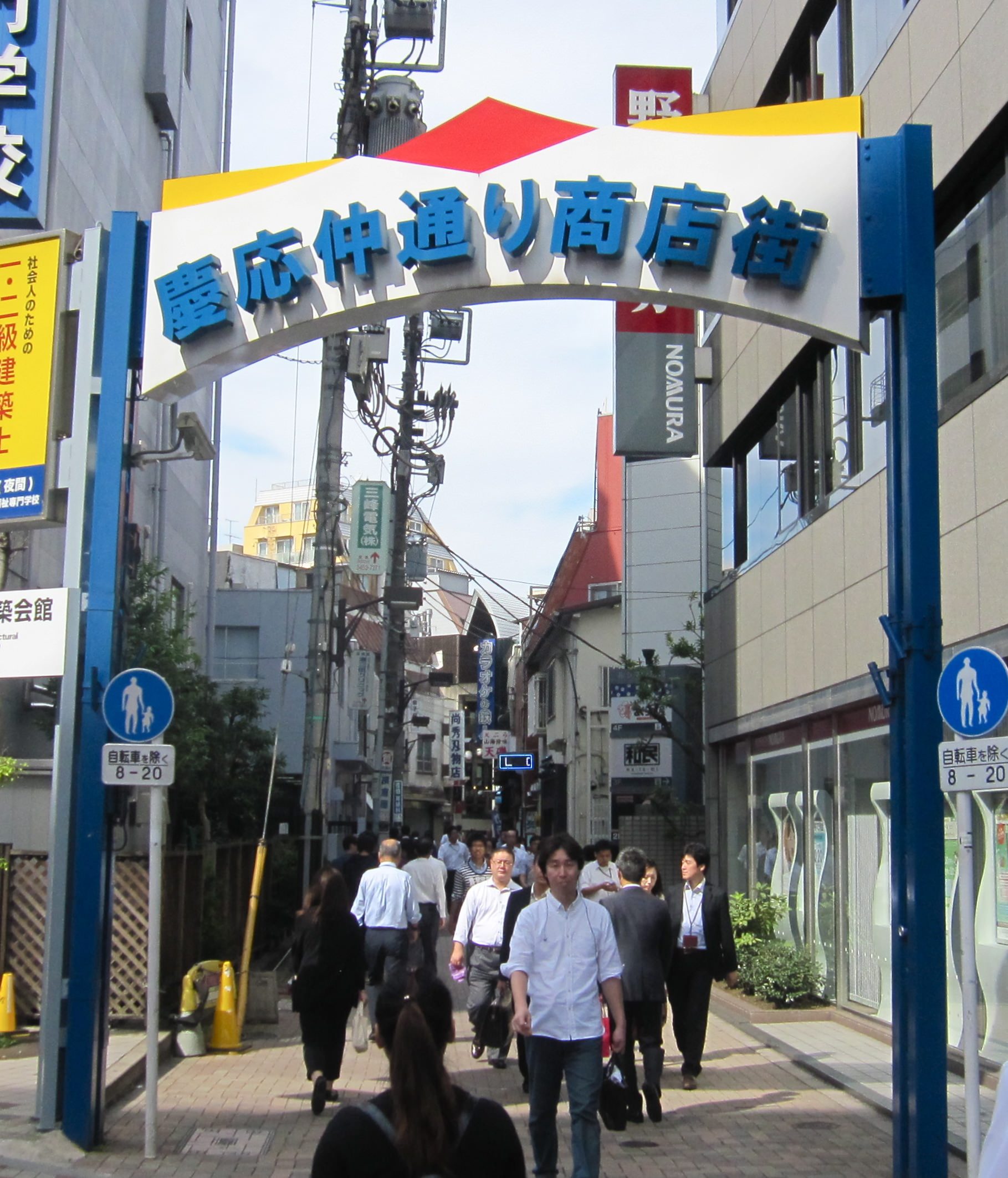
慶應仲通り東側入り口
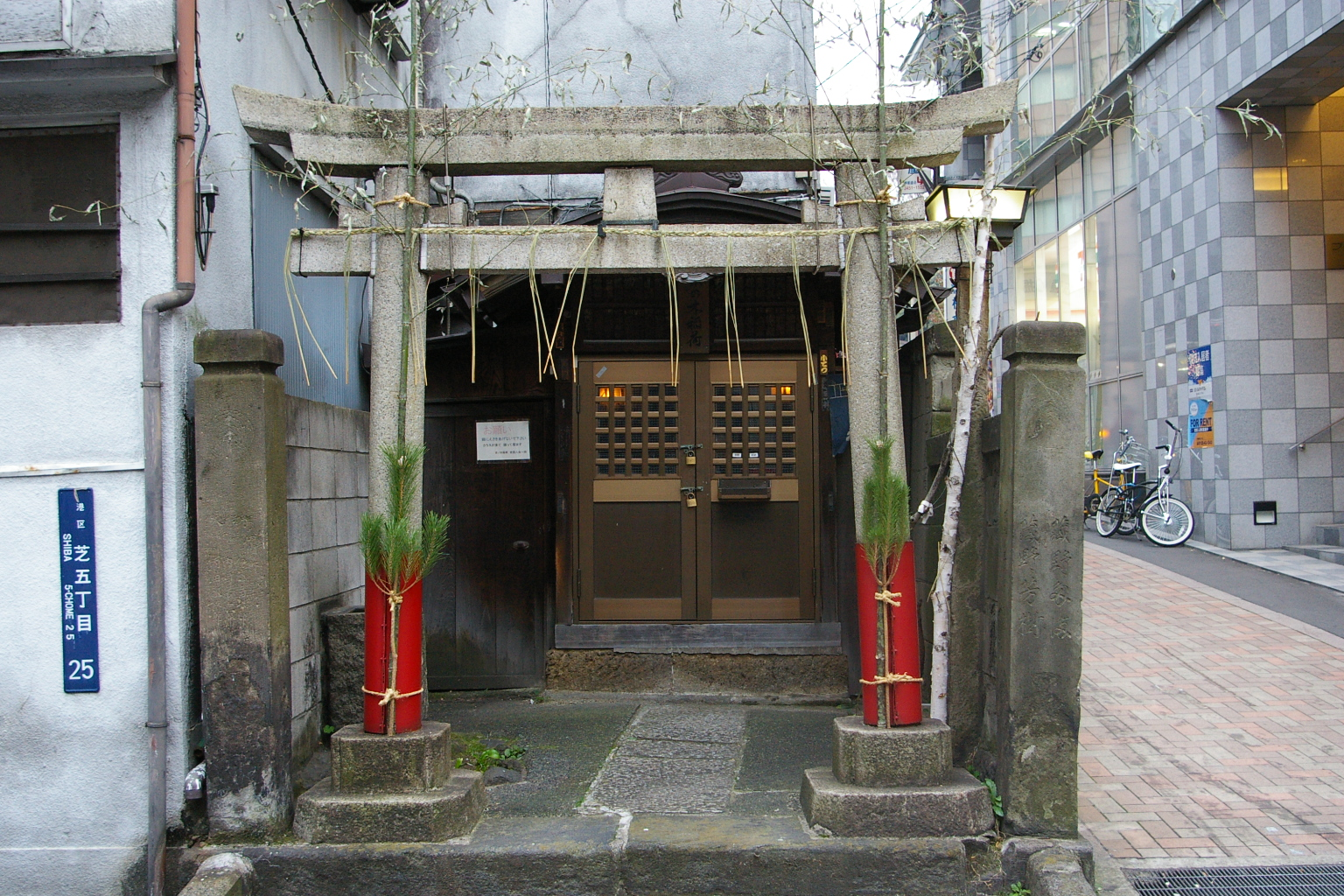
茶の木稲荷
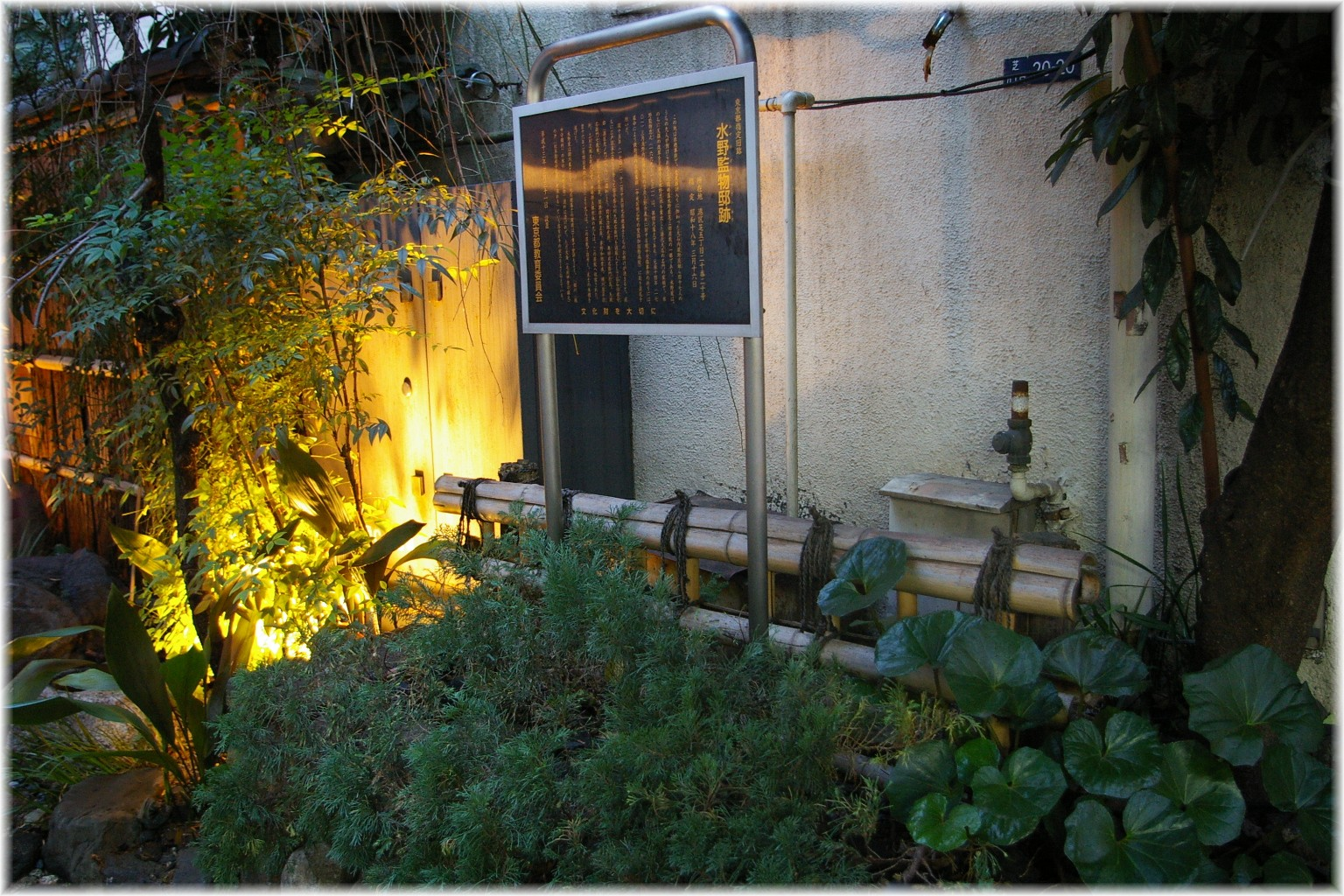
水野監物邸跡